# Gibson SG

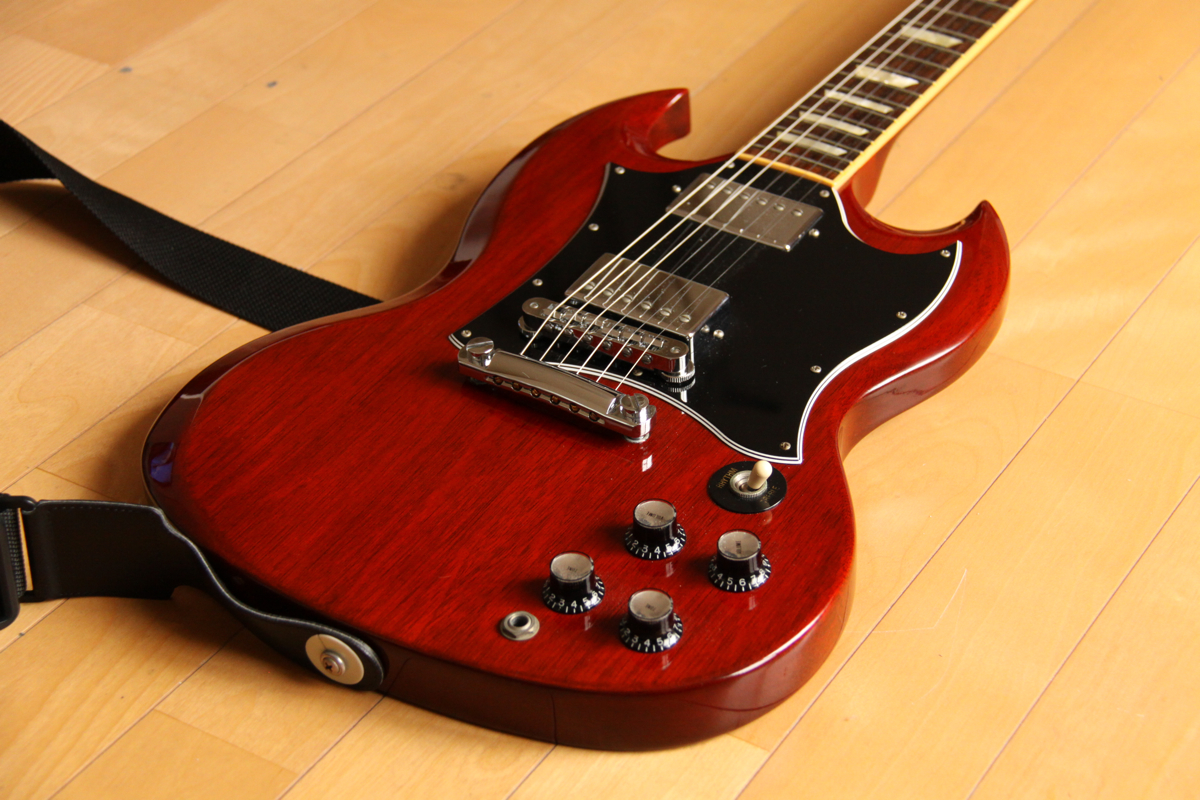
Gibson SG Standard

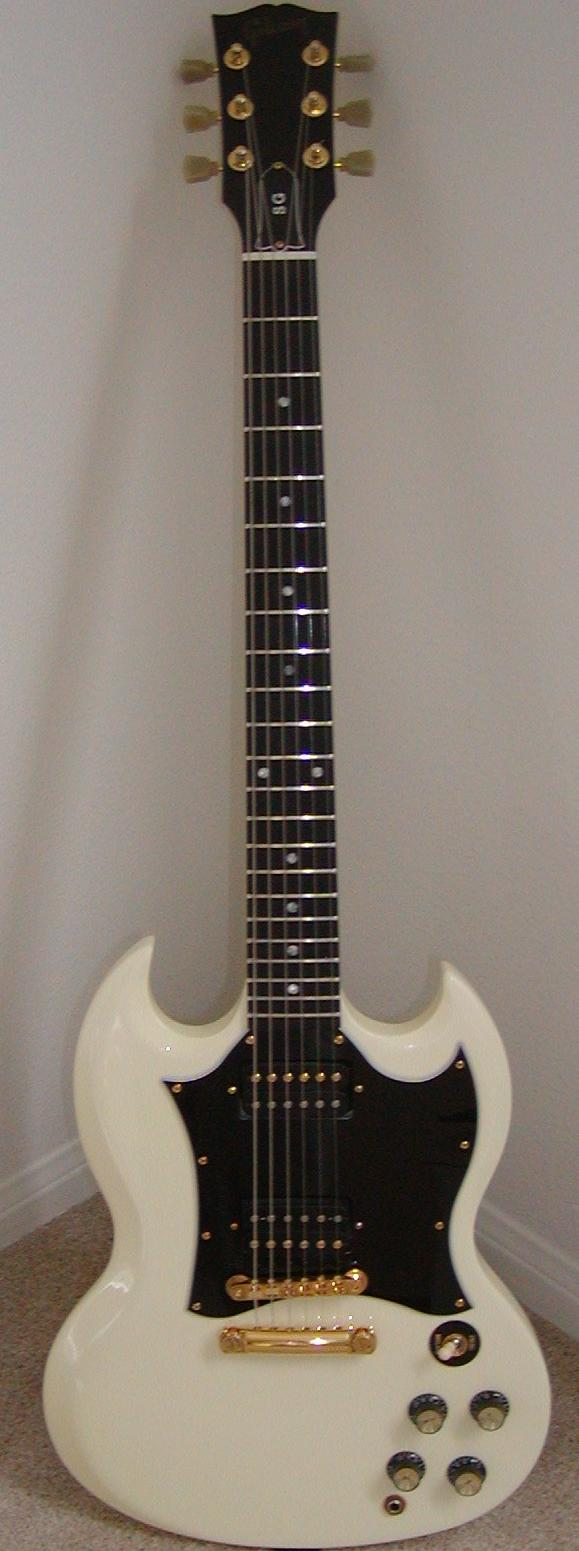
Gibson SG Special

Gibson SG (Solid Guitar) – popularny model gitary elektrycznej, wprowadzony na początku 1961 przez firmę Gibson. Miała zastąpić Les Paula.

## Budowa
Korpus zbudowany jest z mahoniu lub klonu tak samo jak gryf, a podstrunnica wykonana z palisandru lub hebanu. W zależności od modelu posiada 1, 2 lub 3 humbuckery. Wyjątek stanowią modele z serii "Guitar of the Month", które posiadają 3 single.

## Modele Gibsona SG produkowane w 2016 r
W 2016 r. wszystkie modele (z wyjątkiem limitowanych) są produkowane w 2 wersjach, Traditional oraz High Performance.
- SG Faded
- SG Special
- SG Standard
- SG Standard P-90
- SG Supreme (limitowana)
- SG Dark-7 (limitowana)
- SG Light-7 (limitowana)

### Gibson SG Standard T 2016[2]
Gibson SG Standard T występuje w 2 kolorach:
- Heritage Cherry
- Ebony

#### Specyfikacja
- Produkcja Nashville, Tennessee USA
  - korpus: mahoń, gradacja A-HC C-EB
  - profil korpusu: Płaski
  - gryf: mahoń, jednoczęściowy, odchylony od osi instrumentu o 4,25º
  - profil gryfu: Zaokrąglony
  - pręt napinający: SG
  - główka: SP1-B, logo „Gibson” wykonane z masy perłowej
  - główka odchylona od osi gryfu o 17º
  - siodełko: Tektoid
  - podstrunnica: palisander, jednoczęściowa
  - promień krzywizny podstrunnicy: 12”
  - progi 22
  - skala: 24.75”
  - znaczniki na krawędzi podstrunnicy: białe kropki
  - inkrustacje na podstrunnicy: akrylowe trapezy
  - przetwornik przy gryfie: 490R Humbucker, Alnico II
  - przetwornik przy mostku: 498T Humbucker, Alnico II
  - puszki przetworników: niklowane
  - charakter brzmieniowy przetwornika: zapewniają bogactwo brzmienia zarówno w 490R jak i w nieco ostrzejszym 498T
  - kontrola brzmienia: 2 x Volume, 2 x Tone
  - klucze: Green Key o przełożeniu 14:1, wykonane z Zamaku, chromowane
  - mostek: StopBar Tune-O-Matic, Zamak, chromowany
  - pickguard: SG Standard
  - gniazdo wyjściowe Jack: 1/4” mono z podwójnymi stykami
  - zaczepy paska: aluminiowe
  - pokrywa pręta napinającego: czarny dzwonek z logotypem „SG”
  - gałki potencjometrów: czarne Top Hat ze srebrnymi wstawkami
  - w zestawie czarny pokrowiec Gibson Gigbag

## Modele, których produkcji zaprzestano
W nawiasie rok zaprzestania produkcji:
- SG Deluxe (1999)
- SG Classic (2002)
- SG Supreme P-90s (2002)

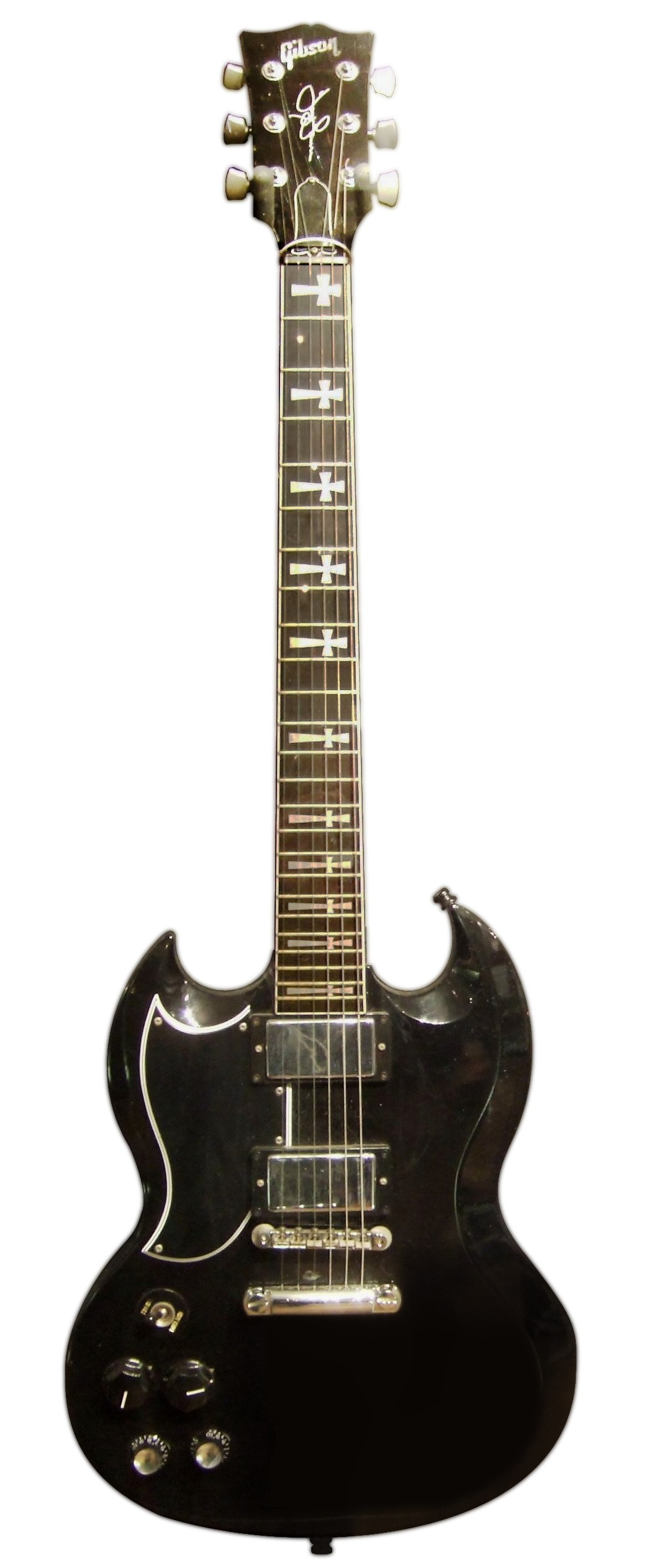
Tony Iommi Signature SG

- SG with the Gibson Lyre deluxe vibrola (2002)
- Pete Townshend Signature SG (2003)
- SG Gothic (2003)
- Pete Townshend Signature SG (2003)
- Tony Iommi Signature SG (2003)
- SG Voodoo (2005)
- SG Robot Guitar (2007)
- SG Special Faded (2013)
- SG Junior '60s (2013)
- SG Future Tribute (2013)
- SG '50s Tribute (2013)
- SG '60s Tribute (2013)
- SG '70s Tribute (2013)
- Government Series II SG (2013)
- SG Baritone (2013)
- Kirk Douglas SG (2013)
- 1961 Les Paul Tribute (2013)
- SG Original (2013)
- Angus Young SG (2013)
- SG Standard Reissue (2013)
- SG Supra (2013)
- SGJ 120th anniversary (2014)
- SGM 120th anniversary (2014)
- 2014 SG Futura (2014)
- SG Xtra Slim (2014)
- 2014 Derek Trucks SG (2014)
- Derek Trucks SG (2015)
- Custom Brian Ray SG Standard Bigsby (2015)